# アニューレット

アニューレット
Argent, an annulet Gules.

アニューレット（英: Annulet、仏: Annelet）は、紋章学における輪のチャージである。

## 解説

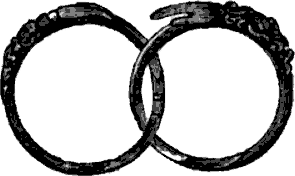
ジンメル・リング

スイス・グラウビュンデン州・アルブラのBrienz/Brinzaulsの紋章

アニューレットは力の象徴とされ、ローマ人は自由のしるしとした。イングランドではケイデンシー・マークとして五男を表すために用いられる。しばしばフォールス・ラウンデル (false roundle) とも記述される。織り合わされた2つのアニューレットは、時折ジンメル・リング (gimmel ring) と呼ばれる。また、織り合わされたアニューレットの模様はネットワーク・オブ・アニューレッツ・インターレースド (a network of annulets interlaced) と記述される。